# Агурбаш, Анжелика Анатольевна
Анжели́ка Анато́льевна Агурба́ш (бел. Анжаліка Анатольеўна Агурбаш, урождённая Ялинская, в период с 1990 по 2001 год выступала как Лика Ялинская (бел. Ліка Ялінская); род. 17 мая 1970, Минск, СССР) — советская, белорусская и российская певица, актриса, модель и телеведущая, в 1990 — 1995 годах — участница группы «Верасы», заслуженная артистка Республики Беларусь (2006). Лауреат премий «Золотой граммофон» и «Звуковая дорожка», участница фестиваля «Песня года».

## Биография
Родилась 17 мая 1970 года в Минске.
В шесть лет исполняла популярные песни, представляла себя на сцене. В школьные годы занималась в театральной студии и в музыкальной школе.
В 16 лет — в 9 классе она снялась в главной роли в фильме «Экзамен для директора», до этого она участвовала в массовке в другом фильме.
Окончила Минский театрально-художественный институт.
В 1988 году выиграла первый в Белорусской ССР конкурс красоты «Мінская прыгажуня». В начале карьеры её звали Лика Ялинская.
С 1990 года по 1995 год пела в «Верасах». Создала артклуб «Лика», республиканское общественное объединение.
Первую известность за пределами Беларуси Ялинской принёс в 1994 году романс «Нет, эти слёзы не мои…» на стихи Владимира Некляева и музыку Микаэла Таривердиева, прозвучавший в фильме Алоиза Бренча «Роман в русском стиле».
Становится лауреатом конкурсов «Славянский базар», «Золотой шлягер», «На перекрёстках Европы».
После ухода из «Верасов» занялась сольной карьерой. По информации «Комсомольской правды», в Москве её продюсером стал Лев Лещенко.
В 2002 году выходит замуж за Николая Агурбаша, и он становится продюсером певицы.
2004—2006 годы — период активной раскрутки клипов Анжелики Агурбаш на российских телеканалах. Первое время успеха не было. По мнению критиков, причины этого — крайне слабый музыкальный материал, проблемы певицы с харизмой, отсутствие яркого тембра, а также «плохой вкус, провинциальность и вульгарность».
На конкурсе песни Евровидение 2005 в полуфинале представила Беларусь с песней «Love Me Tonight», её продюсером был Филипп Киркоров. Но Агурбаш не попала в финальную стадию, заняв в полуфинале 13 место.
В 2009 году выходит альбом песен Максима Фадеева «Любовь! Любовь? Любовь…» с хитом «Роза на снегу». Гуру Кен отметил, что альбом получился очень «блёклым»: «Абсолютно безликая певица пропевает одну за другой совершенно шаблонные песни. Кто это поёт, понять решительно невозможно. Заглавную песню исполняет как бы София Ротару. Игривые „До свиданья, Дима“ и „Милый О. О.“ поёт, кажется, Катя Лель. Шансонную „Розу на снегу“ — похоже, Марина Хлебникова. Если бы не относительно дорогостоящие аранжировки, можно было бы даже погрешить на сборник пародий на отечественную эстраду от какой-нибудь трудолюбивой КВН-щицы».
Ещё более категоричной была рецензия Николая Фандеева. По его мнению, «Максу удалось… продать одну пуговицу по цене пяти костюмов… А ресторанная вещица „Милый О. О.“ и вовсе является верхом пошлости и вульгарности всего того, что когда-либо делала Анжелика Агурбаш».
В 2011 году состоялось шоу Агурбаш в Кремле, включавшая дуэты с известными артистами российской эстрады, её партнёрами были Борис Моисеев, Александр Маршал, Александр Буйнов, Дмитрий Маликов, Филипп Киркоров.
25 сентября 2012 года певица выпустила альбом «Ты не знал меня такой». Наиболее известные композиции в альбоме — «Муха» и «Река», попавшие в 2010 году и в 2011 году в финал «Песни года».
26 января 2015 года состоялась премьера спектакля «Король Треф — карта любви» с Анжеликой Агурбаш и Эммануилом Виторганом в главных ролях, при участии Людмилы Максаковой на сцене театра имени Маяковского.
С 8 февраля по 24 мая 2015 года Анжелика принимала участие в шоу «Один в один!» на телеканале Россия-1, где по итогам зрительского SMS-голосования заняла 4-е место.
30 мая 2015 года в Москве Агурбаш приняла участие в благотворительном аукционе «Благотворительного Фонда Константина Хабенского» «Глазами ребёнка». Лот, предоставленный Анжеликой, был с успехом продан, а вырученные средства направлены на лечение детей, больных онкологическими заболеваниями.
24 июня 2015 года в Москве совместно с продюсерским центром Михаила Гуцериева состоялась премьера новой песни «Я не вижу солнце за ночью» на стихи Михаила Гуцериева и музыку Андрея Ктитарева. Композиция попала в эфир радиостанций России.
9 июля 2015 года в Беларуси состоялась церемония открытия XXIV Международного фестиваля «Славянский базар в Витебске», где Агурбаш стала почётным гостем и ведущей Фестиваля в паре с Вадимом Галыгиным, а также исполнила композицию «Ещё, ещё» с Дмитрием Маликовым.
12 сентября 2015 года на Центральном Московском ипподроме состоялись XII скачки на приз Президента Российской Федерации, где Агурбаш и Сергей Жигунов стали ведущими.
6 февраля 2016 года Агурбаш стала участницей шоу «Один в один! Битва Сезонов» на телеканале Россия-1.
12 сентября 2016 года Агурбаш и армянский певец Arame на телеканале RU.TV презентовали свой дуэт под названием «Было и прошло».
26 января 2017 года Агурбаш представила публике свой новый клип с композицией «Четверг в твоей постели». Премьера состоялась на телеканале RU.TV.
В июле 2018 года певица приняла участие в музыкальном фестивале «Жара» в Баку.
В июне 2021 года проиграла суд Белкоопсоюзу, по которому обязана вернуть организации 40 меховых изделий на сумму 83 000 долларов, которые взяла на реализацию в 2018 году.

## Общественная позиция
Анжелика Агурбаш поддерживает оппозицию политическому режиму в Беларуси, в связи с участием в мероприятии солидарности ненадолго задерживалась в России.
В июне 2021 года власти Республики Беларусь возбудили против неё уголовное дело за разжигание розни и оскорбление Александра Лукашенко. В отношении неё возбуждено уголовное дело по ч.3 ст. 130 УК (Разжигание вражды или розни), которая предусматривает до 12 лет лишения свободы, и ч. 2 ст. 368 УК (Оскорбление президента) — до трех лет. Как сообщила белорусская генпрокуратура, певица заочно арестована. В генпрокуратуру РФ белорусскими властями направлено обращение о выдаче её для наказания в Беларуси.

## Личная жизнь
- Первый муж — белорусский актёр и режиссёр Игорь Ленёв (род. 9 августа 1958 года)[32][33], брак продлился два года[7][9].
  - Дочь — Дарья Игоревна Ялинская (род. 14 марта 1988 года), окончила Государственный университет управления по специальности «Менеджмент в шоу-бизнесе», работала с Тимати[34][35][36].
- Проживала вместе с культуристом Валерием Бизюком (отношения продолжались 6 лет)[9].
  - Сын — Никита Валерьевич Ялинский (род. 4 июля 1997 года)
- Второй муж — Николай Агурбаш (с 2001 по 2012)[6]. В августе 2012 года состоялся развод с Николаем Агурбашем, о причинах которого оба бывших супруга подробно рассказали в СМИ[7][10].
  - Сын — Анастас Николаевич Агурбаш (род. 19 августа 2004 года)

С 2012 года состояла в отношениях с казахстанским бизнесменом Анатолием Побияхо (род. 1971); в 2015 — стало известно о расторжении помолвки и прекращении отношений.

## Дискография
- 1995 — «Бумажная луна»
- 1997 — «Ночь без сна»
- 1999 — «Для тебя»
- 2001 — «Прощальный поцелуй»
- 2002 — «Лучшие песни»
- 2005 — «Правила любви»
- 2005 — «Беларусачка»
- 2007 — «Я буду жить для тебя»
- 2009 — «Любовь! Любовь? Любовь…»
- 2010 — «Grand Collection»
- 2012 — «Ты не знал меня такой»
- 2024 — «Love Me Tonight»
- 2024 — «Откровенная. Часть I»

## Синглы
- «Николаевских стая» (01.01.2002)
- «Евфросинья», автор музыки и текста Александр Шкуратов (01.09.2003)
- «Гимн фирмы Мортадель» (2004)
- «Новогодняя», автор музыки и текста Александр Шкуратов (01.12.2004)
- «Я, Валентинка», автор музыки и текста Александр Шкуратов (01.02.2005)
- «Boys and Girls», автор музыки и текста Александр Шкуратов (01.03.2005)
- «Love Me Tonight» (05.04.2005)
- «Земляки» (01.10.2006)
- «Белая Русь» (05.02.2007)
- «Украина» (2010)
- «Туман» (2011)
- «Чёрная вуаль» (2014)
- «Плакала, но верила» (2015) автор музыки и текста Алексей Малахов
- «Заново рождена» (2015) автор музыки и текста Алексей Малахов
- «Я не вижу солнце за ночью» (2015) автор текста Михаил Гуцериев, музыка Андрей Ктитарев
- «Убей меня» (2015) автор музыки и текста: Владимир Курто
- «Было и прошло» (2016) дуэт с Arame. Автор музыки и текста: Анна Ховнер
- «Четверг в твоей постели» (2017) Автор музыки и текста: Дмитрий Лорен
- «Мне любви твоей мало» (2020) автор музыки и текста Алексей Малахов
- «Наўздагон» (2020)
- «Мы океаны» (2022)
- «Плачу-Смеюсь» (2022)
- «По нервам» (ft Karen ТУЗ) (2022)

## Видеография
| Год  | Клип                                 | Режиссёр           | Альбом                    |
| ---- | ------------------------------------ | ------------------ | ------------------------- |
| 1995 | «Бумажная Луна»                      | Владимир Янковский | «Бумажная Луна»           |
| 1997 | «Останься»                           | Владимир Янковский | «Ночь Без Сна»            |
| 1997 | «Осенний марафон»                    | Владимир Янковский | «Ночь Без Сна»            |
| 1999 | «Мир грёз» (feat. Л. Лещенко)        | Владимир Янковский |                           |
| 2000 | «Журавлик»                           | Сергей Кальварский |                           |
| 2004 | «Я буду звать тебя»                  | Роман Родин        | «Правила Любви»           |
| 2004 | «Я не отпущу тебя»                   | Роман Родин        |                           |
| 2004 | «Новогодняя»                         | Владимир Янковский |                           |
| 2005 | «Я, Валентинка»                      | Владимир Янковский | «Правила Любви»           |
| 2005 | «Правила Любви»                      | Андрей Бумагин     | «Правила Любви»           |
| 2005 | «Love Me Tonight»                    | Андрей Болтенко    | без альбома               |
| 2006 | «Моя Мания»                          | Максим Осадчий     | «Я Буду Жить Для Тебя»    |
| 2006 | «Я буду жить для тебя»               | Алан Бадоев        | «Я Буду Жить Для Тебя»    |
| 2007 | «Нелюбимая»                          | Алан Бадоев        | «Любовь! Любовь? Любовь…» |
| 2009 | «Две Тени» (feat. Борисом Моисеевым) | Александр Игудин   | без альбома               |
| 2011 | «Река»                               | Алан Бадоев        | «Ты Не Знал Меня Такой»   |
| 2012 | «Белый снег» (feat. Уку Сувисте)     | Артём Фауст        | TBA                       |
| 2014 | «Чёрная вуаль»                       | Александр Лунев    | TBA                       |
| 2016 | «Было и прошло» (feat. Arame)        | Алексей Голубев    | TBA                       |
| 2017 | «Четверг в твоей постели»            | Ирина Миронова     | TBA                       |
| 2019 | «Мне любви твоей мало»               | Григорий Шелухин   |                           |
| 2025 | «Ранена, но жива...»                 |                    | «Откровенная. Часть I»    |

## Участие в клипах
- «Баллада о новом паспорте» (2017), исп. Аркадий Укупник, режиссёр Г. Волев.

## В рекламе
- Рекламный ролик Городской стоматологической поликлиники № 62 (2019)[38]

## Награды и звания
Государственные награды
- Заслуженный артист Республики Беларусь (10 апреля 2006 года) — За значительный личный вклад в развитие национальной культуры, сохранение и пропаганду лучших музыкальных традиций[39].

Лауреат музыкальных фестивалей:
- Славянский Базар
- Песня Года
- Золотой Граммофон
- Золотой шлягер
- На перекрёстках Европы

Титулы:
- «Мінская прыгажуня» (1988)
- «Мисс Фото СССР» (1991)
- «Миссис Россия» (2002)

## Фильмография
- 1987 — Экзамен на директора — Валя, школьница, техничка
- 1988 — Мудромер — Элла, модель
- 1993 — О ней, но без неё
- 2006 — 2007 — Проклятый рай — Бэла
- 2013 — Сила веры — Жанна Сергиевская, бывшая жена Андрея, актриса
- 2014 — Женщины на грани — Елена Андреевна, актриса
- 2015 — Нити любви — певица Анастасия Сливкина
- 2016 — Семья Светофоровых — камео

## Вокал
- 1994 — Роман «A La Russa» — романс «Нет, эти слёзы не мои»
- 2006—2007 «Делай это» — саундтрек к сериалу «Проклятый рай»
- 2006—2007 «Я гарантирую рай» — саундтрек к сериалу «Проклятый рай»
- 2008 — «Чемпион» — саундтрек «Нелюбимая»